# Christus
Christus, S.3, és un oratori del compositor i pianista hongarès Franz Liszt composta entre 1862 i 1866. L'oratori pren la trama tradicional de la vida de Jesucrist, des del seu naixement a la seva passió i resurrecció, utilitzant textos de la Bíblia i, per tant, recorda una altra famosa obra religiosa, El Messies de Georg Friedrich Händel.
Christus és com una simfonia amb participació coral. Liszt, més conegut per la seva faceta d'intèrpret de piano, mestre de la gran forma simfònica, i juntament amb Berlioz i Wagner un dels grans orquestradors del seu temps, era un apassionat que buscava en la música la resposta a les qüestions fonamentals de la vida i la mort.

## Origen i context
La composició del seu oratori més famós, Christus, va ocupar Liszt de 1862 a 1866, amb pauses curtes o més llargues. Va acabar la composició el final de setembre de 1866, però ell desitjava fer algunes revisions i correccions i, per tant, l'obra no es va acabar fins al desembre d'aquest any. Es va publicar el 1872 i es va estrenar a l'església protestant de Weimar el 29 de maig de 1873.
L'oratori té una durada de prop de tres hores i requereix una orquestra i cor importants, la qual cosa fa que sigui més aviat una raresa a les sales de concert d'avui, i malgrat això la major part de l'obra és de proporcions gairebé de cambra i bastant personal en l'estat d'ànim. Per al text, Liszt utilitza la Bíblia, la litúrgia catòlica i alguns antics himnes llatins; en aquest sentit no volia experimentar. És d'assenyalar que el paper de l'orquestra a l'oratori és realment més important que la del cor, l'orquestra és la força motriu del creixement i el desenvolupament (com en les òperes de Wagner), a diferència dels oratoris barrocs i clàssics anteriors, on preval el cor, i l'orquestra actua simplement com un acompanyament, proporcionant textura harmònica. L'oratori no té seccions amb recitatius, encara que en la partitura hi han anotats periòdicament passatges llatins com per explicar el que la música està representant, o la rellevància emocional o religiosa subjacent. No és clar si aquests passatges estan destinats a ser narrats junts amb la música. Algunes representacions ho han fet amb gran efecte, encara que la majoria els ometen.

## Parts
- I. Oratorium in Nativitate Domini / Oratori de Nadal
  - 1. Rorate coeli / Introducció
  - 2. Angelus Domini / Pastoral i proclamació de l'àngel
  - 3. Stabat Mater speciosa / Himne
  - 4. Hirtenspiel an der Krippe / Pastoral
  - 5. Et ecce stella / La marxa dels Reis Mags
- II. Post Epiphaniam / Després de l'Epifania
  - 6. Beati pauperes spiritu / Les Benaurances (basats en les Benaurances, S.25)
  - 7. Pater noster / Oració (basat en Pater noster II, S.29)
  - 9. Et ecce motus magnus / El Miracle
  - 10. Hosanna, benedictus qui venit / Entrada a Jerusalem
- III. Passio et resurrectio / Passió i Resurrecció
  - 11. Tristis est anima mea
  - 12. Stabat Mater dolorosa
  - 13. O filii et filiae / Hymnus Paschalis
  - 14. Resurrexit!